# Берињи
Берињи (фр. Bérigny) насеље је и општина у северној Француској у региону Доња Нормандија, у департману Манш која припада префектури Сен Ло.
По подацима из 2011. године у општини је живело 394 становника, а густина насељености је износила 32,43 становника/km². Општина се простире на површини од 12,15 km². Налази се на средњој надморској висини од 130 метара (максималној 159 m, а минималној 73 m).

## Демографија
| 1962. | 1968. | 1975. | 1982. | 1990. | 1999. | 2011. |
| ----- | ----- | ----- | ----- | ----- | ----- | ----- |
| 358   | 372   | 314   | 340   | 359   | 367   | 394   |

График промене броја становника у току последњих година